# Viaduc du Malvan (Tramways des Alpes-Maritimes)
Ne doit pas être confondu avec Viaduc du Malvan (Chemins de fer de Provence).
Le viaduc de Malvan est un pont en arc situé sur la commune de Vence dans les Alpes-Maritimes. Sa première construction achevée remonte à 1912. Cet ouvrage d'art permettait d'assurer une liaison tramway Cagnes-Vence (inaugurée en 1911 mais abandonnée vers 1932). Détruit très largement en 1944 à la suite de faits de guerre, il reste de lui quelques vestiges des culées.

## Construction
La construction de cet ouvrage d'art débute en 1907, et ne sera achevée qu'en 1911 à la suite de problèmes juridico-politiques qui en retardèrent considérablement l'avancée des travaux.

## Exploitation

### Liaison ferroviaire
La première mise en exploitation a lieu le 30 décembre 1911 : le tramway Cagnes-Vence (1911-1932) l'emprunte pour la première fois. Une présence régulière d'un flot de voyageurs lui permet de résister aux différentes vagues de fermetures de ligne entre 1929 et 1931. Cependant, ce moyen de transport est jugé vieillissant, et peu sûr : une dernière circulation technique aura lieu le 4 janvier 1933, date de fermeture définitive de cette liaison par tramway.
À cette époque et jusqu'à sa destruction en 1944, il était aussi emprunté par des véhicules et des piétons.

## Éléments historiques
- 1924 : un accident de tramway relaté par la presse régionale de l'époque fait 17 blessés. Il jette alors une suspicion légitime sur ce moyen de transport et une désaffection progressive du public pour ce type de transport[réf. nécessaire].
- 1944 : le viaduc de Malvan est détruit dans la nuit du 26 au 27 août 1944 par un bombardement erroné des Alliés, qui provoquera un effondrement quasi total. Seul le pilier central résistera à une violente explosion.
- 1966 : destruction totale des ruines le 27 mars 1966 par le génie civil. De ce pont, il ne reste plus que les deux culées, visibles depuis la route départementale 2 et la naissance de la première arche, s'appuyant à la colline.

## Caractéristiques
[pas clair]

### Caractéristiques
- Type d'arc : maçonnerie
- Longueur totale : 132 m
- Hauteur : 52 m
- Portée principale : 22 m
- Nombre de travées : 6 arches de 22 m

## Le viaduc du Malvan au Cinéma

### Tournage du filmNe nous fâchons pasdeGeorges Lautner
- Pour la scène du pont détruit à l'explosif, Georges Lautner profita de la destruction du pilier central du viaduc de Malvan, vestige de la ligne de tramway Cagnes-Vence situé à proximité de Saint-Paul-de-Vence.